# Agapetes subansirica
Agapetes subansirica là một loài thực vật có hoa trong họ Thạch nam. Loài này được G.D.Pal & Thoth. mô tả khoa học đầu tiên năm 1984.